# Varecia-preto-e-branco
O varecia-preto-e-branco (Varecia variegata) é a mais ameaçada das duas espécies de varecias, ambos os quais são endêmicos na ilha de Madagascar. Esses lêmures tem uma população menor que a de varecias-vermelhos e vivem em baixas densidades de populações, além de serem reprodutivamente isolados de outros varecias, como o vermelho. Outro problema é a menor cobertura e proteção de grandes parques nacionais comparado ao varecia-vermelho. Três subespécies do varecia-preto-e-branco têm sido reconhecidas desde o estatuto de espécies em 2001.
Juntamente com o varecia-vermelho, eles são os maiores lêmures existentes, que variam de 100 a 120 cm e pesando entre 3,1 e 4,1 kg. Eles são arborícolas, passam maior parte do tempo na copa alta das florestas tropicais sazonais no lado leste da ilha. Eles também são diurnos, desenvolvem atividades exclusivamente nas manhãs. Locomoção quadrúpede é preferida nas árvores e no chão, e é utilizada para alimentação também. Como a maioria de lêmures frugívoros, a dieta consiste principalmente de frutos, apesar de néctar e as flores também serem úteis, seguido pelas folhas e algumas sementes.
O varecia-preto-e-branco possui uma estrutura social complexa e é conhecida por sua voz, as chamadas estridentes. Suas características reprodutivas são encontradas em pequenos lêmures noturnos, como um curto período de gestação e tempo de crescimento dos filhotes muito curto. Junto com os varecias-vermelhos, são os primatas únicos que constroem ninhos. Em cativeiro, podem viver até 36 anos.